# جاكي ووكر
جاكي ووكر (بالإنجليزية: Jackie Walker)‏ هو لاعب كرة قدم أمريكية أمريكي، ولد في 3 نوفمبر 1962 في مونرو في الولايات المتحدة.

## وصلات خارجية
- جاكي ووكر على موقع كلية كرة السلة في سبورتس رفرنس.كوم (الإنجليزية)
- جاكي ووكر على موقع مرجع كرة القدم المحترفة.كوم (الإنجليزية)